# Darke Peak
Darke Peak är en ort i Australien. Den ligger i kommunen Cleve och delstaten South Australia, omkring 270 kilometer nordväst om delstatshuvudstaden Adelaide.
Trakten runt Darke Peak är nära nog obefolkad, med mindre än två invånare per kvadratkilometer.. Darke Peak är det största samhället i trakten. 
Trakten runt Darke Peak består till största delen av jordbruksmark. Genomsnittlig årsnederbörd är 454 millimeter. Den regnigaste månaden är juni, med i genomsnitt 90 mm nederbörd, och den torraste är oktober, med 8 mm nederbörd.